# Meronymi
Meronymi är ett begrepp inom lexikologin. Det avser en relation mellan två ord, varav det ena, holonymen, betecknar helheten och det andra, meronymen, betecknar en del av denna helhet. 
Exempel är hand – finger, kyrka – kor. Relationen kan vara transitiv, jfr kor – altare. Avgränsningen av begreppet är något osäker, men vanligtvis inkluderas bara appellativer som betecknar (enstaka) fysiska föremål, alltså inte abstrakta ord, ämnesnamn eller kollektivuttryck. Ofta är meronymen en sammansättning, där motsvarande holonym återfinns som förled, till exempel kyrktorn.
Synonym term: partonymi.